# Rohozno
Rohozno je malá vesnice, část města Janovice nad Úhlavou v okrese Klatovy v Plzeňském kraji. Leží asi 1,5 kilometru od Janovic nad Úhlavou.

## Historie
První písemná zmínka o vesnici pochází z roku 1379.
Roku 1379 byla vesnice součástí janovického statku. S ním se pak stala v roce 1839 součástí bystříckého panství. Jméno vsi je odvozeno od slova rohozný (rákosový). Název obce měl zřejmě vyjádřit, že se jednalo o místo zarostlé rákosím.

## Obyvatelstvo
K 1. lednu 2008 měla vesnice 48 obyvatel.
Státní statistický úřad v Praze uvádí, že k 22. květnu 1947 bylo v obci Rohozno sečteno 92 přítomných obyvatel.
| Rok            | 1869 | 1880 | 1890 | 1900 | 1910 | 1921 | 1930 | 1950 | 1961 | 1970 | 1980 | 1991 | 2001 | 2011 | 2021 |
| -------------- | ---- | ---- | ---- | ---- | ---- | ---- | ---- | ---- | ---- | ---- | ---- | ---- | ---- | ---- | ---- |
| Počet obyvatel | 149  | 154  | 151  | 153  | 148  | 149  | 137  | 97   | 93   | 80   | 74   | 66   | 49   | 51   | 46   |
| Počet domů     | 22   | 24   | 24   | 21   | 20   | 21   | 23   | 21   | 21   | 21   | 18   | 22   | 21   | 22   | 22   |

## Obecní správa
Při sčítání lidu v letech 1850–1975 Rohozno bylo samostatnou obcí v okrese Klatovy. K 1. lednu 1948 patřila obec Rohozno do správního okresu Klatovy, soudní okres Klatovy, poštovní úřad Janovice nad Úhlavou, stanice sboru národní bezpečnosti Bezděkov, železniční stanice a nákladiště Janovice nad Úhlavou. K 1. únoru 1949 patřila obec Rohozno do okresu Klatovy, kraj Plzeňský. K 1. lednu 1950 měla obec Rohozno matriční úřad u Místního národního výboru Bezděkov. Od 1. ledna 1955 patřila obec Rohozno k matričnímu úřadu Janovice nad Úhlavou. K 1. červenci 1960 patřila obec Rohozno v okrese Klatovy, kraj Západočeský, pod správu Místního národního výboru v Janovicích nad Úhlavou. Od 1. července 1975 je částí města Janovice nad Úhlavou v okrese Klatovy. V letech 1850–1920 k obci patřily Dubová Lhota a Veselí.

## Pamětihodnosti
- Pomník padlým světových válek
- Silniční most

## Fotogalerie

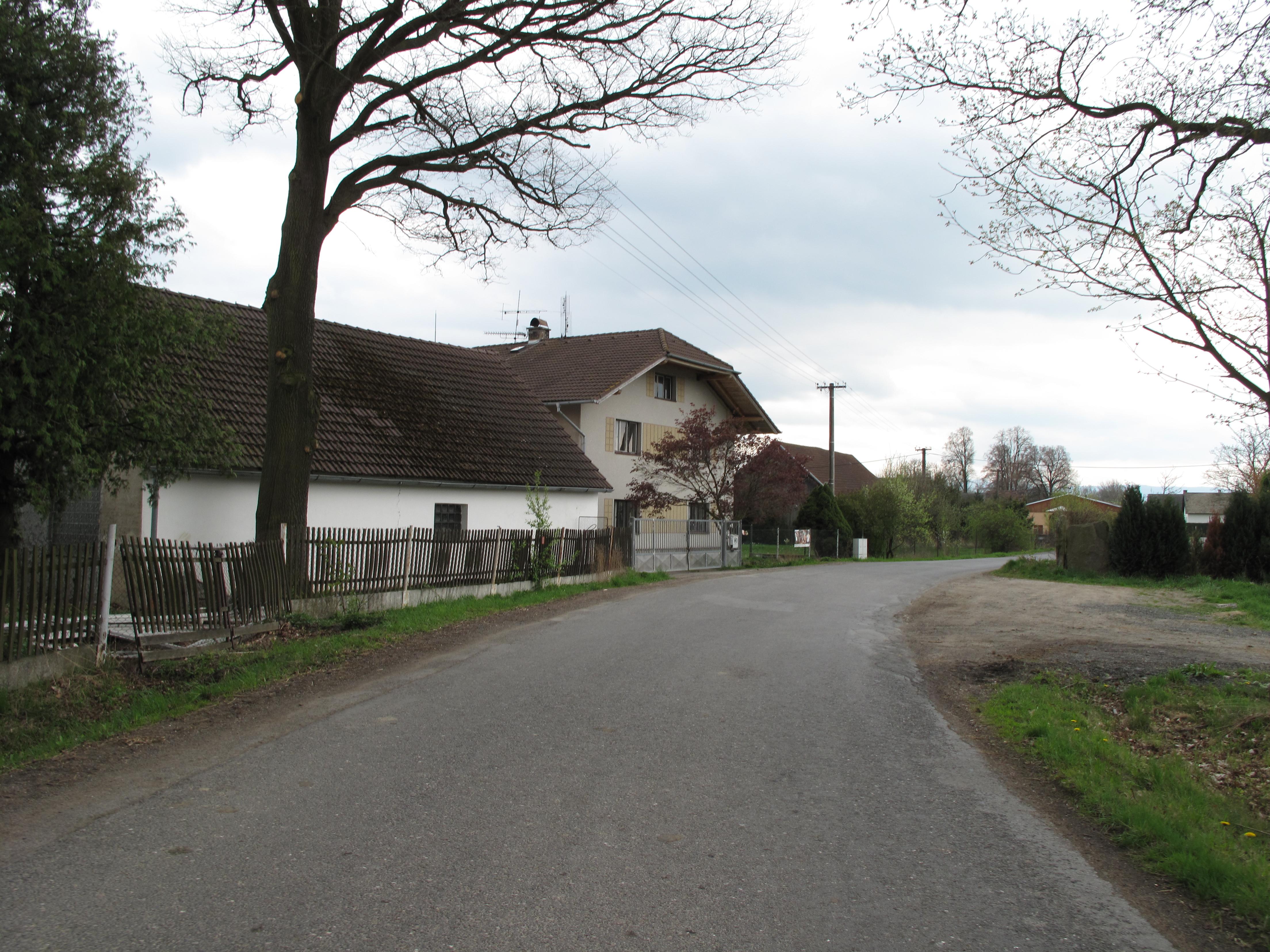
Místní dům
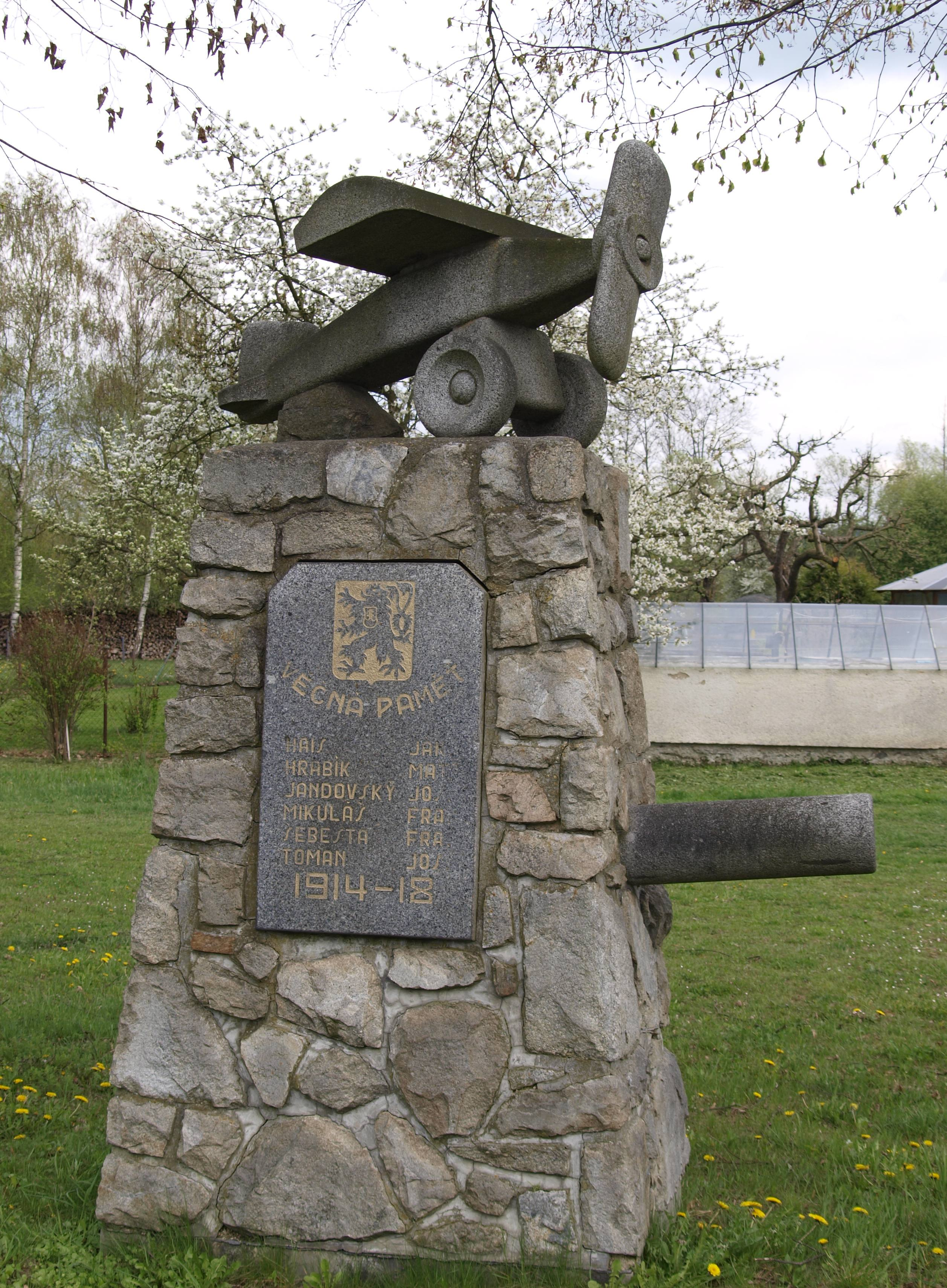
Pomník padlým v první světové válce
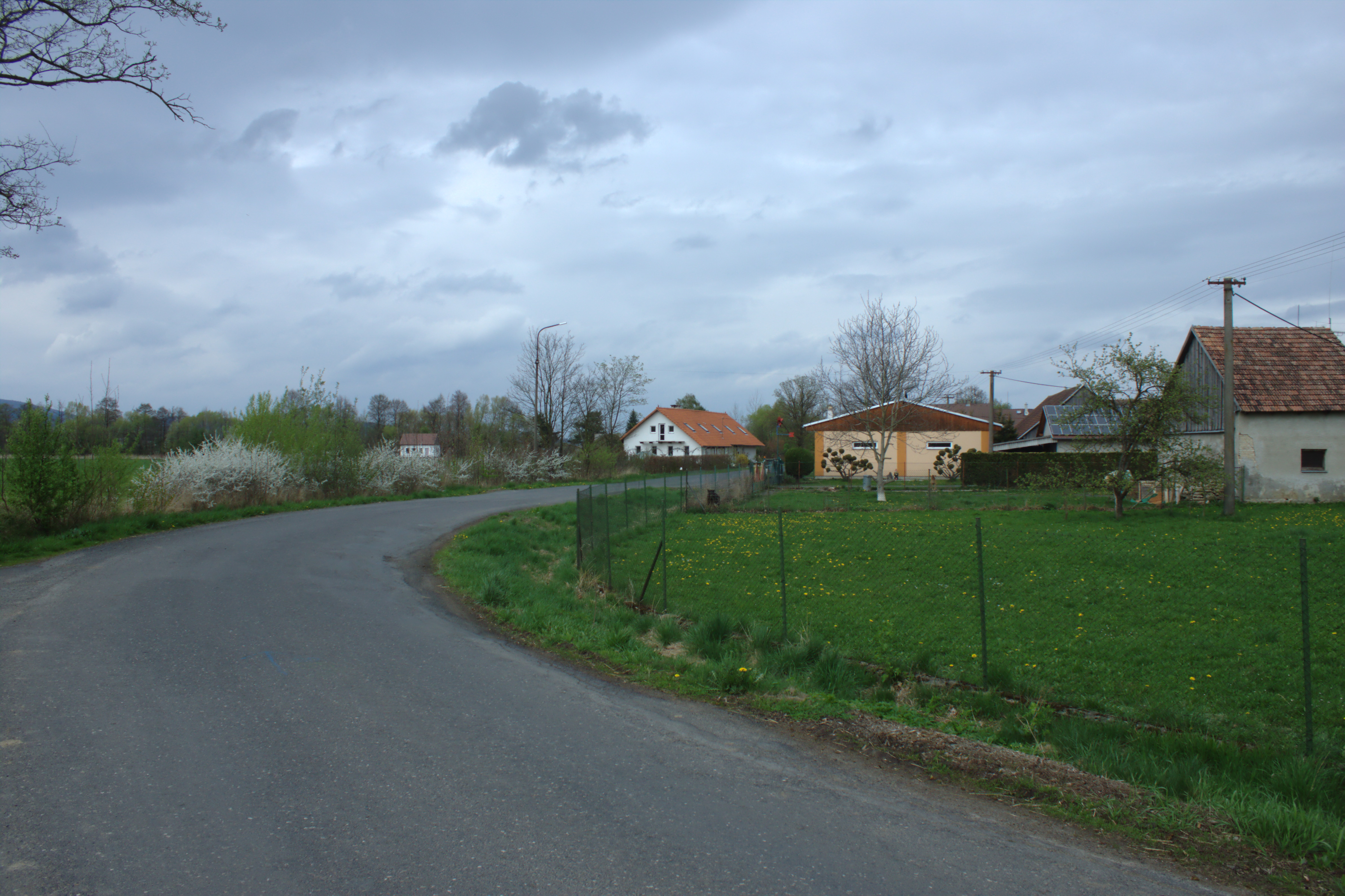
Zatáčka a pohled na obec